# Iwakuni
Iwakuni (岩国市 -shi) é uma cidade japonesa localizada na província de Yamaguchi.
Em 2003, a cidade tinha uma população estimada em 104 647 habitantes e uma densidade populacional de 473,17 h/km². Tem uma área total de 221,16 km².
Recebeu o estatuto de cidade a 1 de Abril de 1940.
É o local de nascimento do renomado designer de jogos eletrônicos Shinji Mikami, conhecido globalmente por ser o criador da popular franquia de survival horror Resident Evil, além de Dino Crisis e God Hand.

## Cidades-irmãs
- Tottori, Japão
- Everett, Estados Unidos
- Jundiaí, Brasil
- Taicang, China